# نیکلاس هاکین
نیکلاس هاکین (انگلیسی: Nicolas Haquin؛ زادهٔ ۱۵ دسامبر ۱۹۸۰) بازیکن فوتبال اهل فرانسه است.
از باشگاه‌هایی که در آن بازی کرده‌است می‌توان به باشگاه فوتبال ونس، باشگاه فوتبال گنگام، و باشگاه فوتبال کلرمون فوت اشاره کرد.
وی همچنین در تیم ملی فوتبال Brittany بازی کرده‌است.